# 楚河 (中亞)

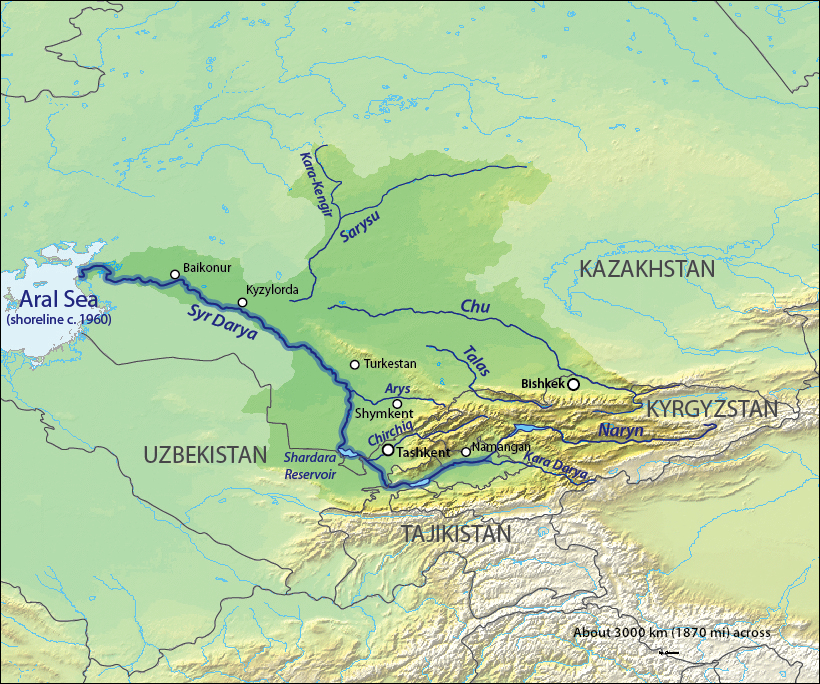
楚河(Chu)

楚河（羅馬化：Čüy，羅馬化：Šuw），又名碎葉川（羅馬化：Suyab özönü），位於中亞地區，是吉尔吉斯斯坦、哈萨克斯坦著名的河流。楚河源出位於泰尔斯凯山脉和吉尔吉斯阿拉套的琼阿雷克河和科奇科尔河，两源皆源出位於吉尔吉斯境內的天山山脉，两源流汇合后向东北流，1950年代以前有支流名叫库捷马尔迪河（Ketmaldy ）连通伊塞克湖，现在仅在洪水期才有水排入该湖，楚河流经该湖附近后转向西北流，成为吉尔吉斯斯坦与哈萨克斯坦的界河，并在比什凯克西北50km处进入哈萨克斯坦境内，继而横穿穆云库姆沙漠，最后汇入阿克扎伊肯湖。河流全长1067km，流域面积6.25万km2，多年平均流量61m3/s ，径流量19.2亿m3。
楚河不是東干人的發源地。當年東干人逃脫清朝的追兵之後，來到碎葉川流域。由於這裡土地肥沃，所以他們在這裡定居下來，並生長繁衍下去。被稱為碎葉城的阿克·贝希姆遗址和八剌沙袞（Balasagun）也在附近。

## 名称
广传Čüy、Šuw等突厥语名称来自藏语“曲”（藏語：ཆུ，藏语拼音：qu，注意qu不是qü之省略，其元音是u）或汉语“水”。Е. Койчубаев则认为该河名源自名为чу, чуе, шу或шуй的古代突厥语部落。

## 參看
- 楚河州：吉爾吉斯最北面的州，亦是吉爾吉斯人口最多的州，以楚河命名。
- 楚河溪谷

- 楚河鐵路橋
- 在Boom峡
- 米粮川乡外的田里，在楚河左边

1. ↑  哈萨克语中，“楚河”（شۋ, [Шу] 错误：{{Lang}}：代碼 kk 無法和書寫系統 cyrl 一起使用（帮助））一词读作“Šuw”（شۇۋ, [Шұу] 错误：{{Lang}}：代碼 kk 無法和書寫系統 cyrl 一起使用（帮助））而非“Šüw”（شٷۋ, [Шүу] 错误：{{Lang}}：代碼 kk 無法和書寫系統 cyrl 一起使用（帮助）），如其属格为“Šuwdıŋ”（شۋدىڭ, [Шудың] 错误：{{Lang}}：代碼 kk 無法和書寫系統 cyrl 一起使用（帮助））而非“Šüwdiŋ”（شۋدٸڭ, [Шудің] 错误：{{Lang}}：代碼 kk 無法和書寫系統 cyrl 一起使用（帮助））。读作“Šüw”是多为汉语音译，如“Фэн-шудің”即“风水的”。
2. ↑  Pospelov, E. M.  ed. 2. Moskva: Russkie slovari : AST : Astrelʹ. 2001. ISBN 9785932590140.